# Lora de Estepa
Lora de Estepa este un municipiu în provincia Sevilia, Andaluzia, Spania cu o populație de 791 locuitori.
1. ↑  Nomenclátor Geográfico de Municipios y Entidades de Población (20240402 edition)